# Ramona Roth
Pour les articles homonymes, voir Roth.
Ramona Roth (née le 7 mars 1977) est une ancienne fondeuse allemande.

## Palmarès

### Championnats du monde
- Championnats du monde de 1999 à Ramsau am Dachstein  Autriche :
  -  Médaille de bronze en relais 4 × 5 km